# Cmentarz parafialny w Rozwadowie
Cmentarz Parafialny w Rozwadowie – zabytkowy cmentarz założony w 1785 roku, w południowej części miasta Rozwadów, przez ówczesnego proboszcza ks. Bernarda Birkenmajera, na fragmencie wzniesienia zwanego Górą Kokoszą (obecnie północna dzielnica Stalowej Woli). Należy do parafii rzymskokatolickiej Matki Bożej Szkaplerznej w Rozwadowie. Był największą ówczesną nekropolią w regionie. Jest najstarszym miejscem pochówku kilku pokoleń zmarłych z okolicy. Starszy od znanych cmentarzy jak, Powązki w Warszawie, Łyczakowski we Lwowie czy Rakowicki w Krakowie. Obecnie znajduje się w środku miasta Stalowa Wola.
Cmentarz położony jest w pobliżu zabytkowego XVIII-wiecznego Klasztoru Ojców Kapucynów przy ul. Klasztornej, a także cmentarza wojennego z 1914. Wejście główne stanowi neogotycka brama z 1923 roku, a na jego terenie znajdują się XIX-wieczne nagrobki. Najstarszy grób, Józefy Krupeckiej, pochodzi z 1847 roku. Znajduje się tam także obelisk ku czci powstańców styczniowych z 1863 roku.
Wśród wielu grobów można odnaleźć też kilka pomników historycznych, m.in.: od strony północno-zachodniej pod zabytkowym dębem będącym pomnikiem przyrody, kwatera F: pomnik upamiętniający 500 rocznicę bitwy pod Grunwaldem 1410 - 1910 rok; czy od strony południowej przy ulicy Rozwadowskiej: - pomnik - mogiła zbiorowa pomordowanych w 1943 roku; a także wiele grobów znanych i anonimowych bohaterów naszej Ojczyzny pochodzących z różnych wydarzeń historycznych.
Teren cmentarza to ok. 2,8 ha.

## Pomniki historyczne
- pomnik 500 rocznicy bitwy pod Grunwaldem z 1910 roku
- pomnik powstańców styczniowych z 1863 roku
- pomnik-mogiła zbiorowa pomordowanych w 1943 roku.